# Strange Times
Strange Times — пятнадцатый студийный альбом британской прогрессив рок-группы The Moody Blues, выпущенный лейблом Universal Records в августе 1999 года. Занял #93 в Billboard 200 и #92 в UK Albums Chart.

## Об альбоме
Выпущенный после восьмилетнего перерыва, альбом был тепло принят как критикой, так и простыми слушателями. По словам музыкального критика Брюса Эдера (Bruce Eder), большинство композиций — непритязательные любовные песни, без уклона в мистику, свойственную предыдущим работам группы, при этом десять из них имеют очень приятные мелодии. Особенно были отмечены критиком композиции «English Sunset» (открывающая альбом песня, изданная также в виде сингла) и «The Swallow» (названная одной из лучших медленных работ Джастина Хейворда).
Спустя два месяца, в октябре 1999 года, вышел альбом Максима Леонидова «Не дай ему уйти!», в котором песня «Триклозан-карбамидовые сны» во многом повторяет песню «English Sunset».

## Список композиций
1. «English Sunset» (Justin Hayward) — 5:05
2. «Haunted» (Hayward) — 4:31
3. «Sooner or Later (Walkin' on Air)» (Hayward, Lodge) — 3:49
4. «Wherever You Are» (Lodge) — 3:35
5. «Foolish Love» (Hayward) — 3:56
6. «Love Don’t Come Easy» (Lodge) — 4:33
7. «All That Is Real Is You» (Hayward) — 3:33
8. «Strange Times» (Hayward, Lodge) — 4:29
9. «Words You Say» (Lodge) — 5:31
10. «My Little Lovely» (Ray Thomas) — 1:45
11. «Forever Now» (Lodge) — 4:37
12. «The One» (Hayward, Lodge) — 3:39
13. «The Swallow» (Hayward) — 4:58
14. «Nothing Changes» (Graeme Edge) — 3:32

## Участники записи
- Джастин Хейворд — гитара, вокал
- Джон Лодж — гитара, бас-гитара, вокал
- Рэй Томас — вокал, флейта, тамбурин
- Грэм Эдж — ударные, перкуссия, вокал

Приглашённые музыканты:
- Danilo Madonia — клавишные, орган